# Вулиця Остапа Вишні (Київ)
Ву́лиця Оста́па Ви́шні — вулиця в Печерському районі міста Києва, місцевість Чорна гора. Пролягає від вулиці Менделєєва (двічі). Здебільшого на вулиці розташовані будинки радянської забудови 1960-х років, так звані «хрущовки». 
Прилучається вулиця Академіка Філатова.

## Історія
Вулиця виникла у 1950-ті роки під назвою Ново-рівнобіжна автостраді. Сучасна назва на честь українського письменника Остапа Вишні — з 1957 року.